# 鈴木歌子
鈴木 歌子（すずき うたこ、1880年1月30日 - 没年不詳）は、日本の女優。本名同じ。作品のほとんどが母親役であり、戦前の日本映画を代表する貴重な脇役として活躍した。夫は同じく俳優の水島亮太郎。

## 来歴・人物
1880年1月30日、東京市神田区（現在の東京都千代田区神田）に生まれる。神田小学校（現在の千代田区立千代田小学校）卒業。
1907年、27歳の時に川上音二郎一座に入り、後に大正初期の連鎖劇流行時代に浅草・御国座の天然色活動写真の連鎖劇に出演。実際、1915年1月に放映された『嵐または春がすみ』で柴田善太郎や中野信近、二葉かほるらと共演したという記録が残っている。
1920年、映画製作に乗り出した松竹キネマ合名会社へ蒲田撮影所の開設に伴い、諸口十九、岩田祐吉、勝見庸太郎、関根達発、三村千代子、瀬川つる子らと前後して入社、初期の作品に大きく貢献する。先ず1921年、賀古残夢監督映画『悪魔の崖』で三村、岩田、勝見らと共演するが、鈴木は既に40歳を過ぎており、中年の夫人や母親を役どころとする。さらに野村芳亭監督映画『海の呼声』では、主演・井上正夫の妻で酒井米子の母役で共演している。
1922年12月、日活向島撮影所から衣笠貞之助ら幹部俳優13人が国際活映に引き抜かれて脱退した際、酒井、南光明らと共に迎えられて日活向島へ転じ、1923年の若山治監督映画『若草の歌』に出演して以来、『慈善小屋』『愛欲の悩み』『能狂言の夜』『人間苦』『肉の栄光』『大地が揺ぐ』『廃墟の中』など、かつて一座で指導を受け、今は日活の大幹部・山本嘉一と息の合った夫婦役を演じたりして、この年だけで20本以上の作品に出演した。しかし、同年9月に起こった関東大震災による日活現代劇部の京都移転で大将軍撮影所に移り、ここでも多数の作品に出演。中でも為永春水の作品『春色梅暦』を現代化した1924年の細山喜代松監督映画『柳芽ぐむ頃』では、栄屋の芸者・米八に扮して三桝豊演じる円次郎をなかにして、酒井演じる仇名屋の芸者・仇吉と猛烈な恋の達引きを見せて艶と意地を競い、何時もは堅い夫人や地味な母親役を演じている鈴木だが、こんな高齢で有りながら濃艶な芸者も出来るのかと、そのベテラン女優ぶりを観客に改めて深く印象付けた。
1924年10月、帝国キネマのスター引き抜きに応じて転社。芦屋撮影所で細山監督映画『迷夢』などで、同時に日活から入社した葛木香一、水島亮太郎と共演したが、1925年1月、帝国キネマ三分裂で東邦映画に移籍したものの、間も無く解散。同年末、古巣の松竹蒲田に復帰。1926年の蔦見丈夫監督映画『仇し仇浪』で岩田、川田芳子と共演して以来、相変わらず母親役や老女役を演じる。また、鈴木傳明、栗島すみ子、田中絹代ら松竹スター陣の母親に扮し、「松竹の母」と言って良いほど母親役で名を売った。
1938年、58歳の時に出演した島津保次郎監督映画『朱と緑』を最後に30年以上続いた女優業を引退した。以後の消息は明らかになっていない。但し、夫の水島は1954年に死去している。没年不詳。